# Eulerova konstanta
Eulerova konstanta, poznata još kao Euler–Mascheronijeva konstanta, jest matematička konstanta koja ima brojne primjene u matematičkoj analizi i teoriji vjerojatnosti. Uobičajeno je označena grčkim slovom gama ({\displaystyle \gamma }). Definira se kao limes razlike harmoničkog reda  i prirodnog logaritma:
{\displaystyle {\begin{aligned}\gamma &=\lim _{n\to \infty }\left(\sum _{k=1}^{n}{\frac {1}{k}}-\ln n\right)\\&=\int _{1}^{\infty }\left(-{\frac {1}{x}}+{\frac {1}{\lfloor x\rfloor }}\right)\,dx.\end{aligned}}}
Ovdje ⌊ ⌋ označava funkciju najveće cijelo (najveći cijeli broj jednak ili manji od argumenta funkcije).
Numerički, Eulerova konstanta iznosi {\displaystyle \gamma =0.5772156649...}

## Povijest
Konstanta se prvi puta pojavljuje 1734. u radu švicarskog matematičara Leonharda Eulera pod naslovom De Progressionibus harmonicis observationes (Eneström Index 43). 
Euler je rabio notacije C i 0 za konstantu. Godine 1790. talijanski matematičar Lorenzo Mascheroni rabi notaciju A za konstantu. Moderna notacija dolazi u 19. stoljeću, po prvi puta 1835. rabi ju njemački matematičar Carl Anton Bretschneider, a tu notaciju 1842. koristi i Augustus De Morgan.